# Kuzmînciîk, Cemerivți
Kuzmînciîk (în ucraineană Кузьминчик) este un sat în comuna Vilhivți din raionul Cemerivți, regiunea Hmelnîțkîi, Ucraina.

## Demografie
Componența lingvistică a localității Kuzmînciîk
     Ucraineană (99,09%)
     Alte limbi (0,91%)
Conform recensământului din 2001, majoritatea populației localității Kuzmînciîk era vorbitoare de ucraineană (99,09%), existând în minoritate și vorbitori de alte limbi.